# Robert R. McCormick
Pour les articles homonymes, voir McCormick.
Ne doit pas être confondu avec Robert McCormick, Robert McCormick Adams ou Robert Sanderson McCormick.
Robert Rutherford « Colonel » McCormick , 30 juillet 1880 - 1er avril 1955, était un magnat des journaux de Chicago, propriétaire du Chicago Tribune et fut conseiller municipal de Chicago pendant deux ans. Il était un leader non-interventionniste, un adversaire opposé à l'entrée des États-Unis dans la Seconde Guerre mondiale et à l'augmentation des pouvoirs fédéraux provoquée par le « New Deal ». Il continua à défendre ses positions longtemps après que ses idées furent éclipsées par le courant dominant.

## Biographie
McCormick nait à Chicago dans une famille distinguée. Il était le petit-fils du fondateur du Chicago Tribune et ancien maire de Chicago Joseph Medill. Son grand-oncle a été l'inventeur et homme d'affaires Cyrus McCormick. À la mort de Cyrus Médill, il lui succède à la tête du journal. De 1889 à 1893, Robert vit une enfance solitaire avec des parents à Londres où son père Robert Sanderson McCormick était secrétaire personnel de Robert Todd Lincoln, fils du président Lincoln et alors ambassadeur américain au Royaume-Uni. À son retour aux États-Unis, il va au Groton School. En 1889, il entre au Yale College où il est élu à la prestigieuse société secrète Scroll and Key. Il reçoit son diplôme en 1903. Il obtient un diplôme en droit à l'Université Northwestern et travaille comme commis dans un cabinet d'avocat de Chicago. Il est admis au barreau en 1907. L'année suivante, il cofonde un cabinet d'avocat qui est devenu Kirkland et Ellis où il travaille jusqu'en 1920. En 1910, il devient propriétaire, rédacteur en chef et éditeur du Chicago Tribune. Il partage ses fonctions avec son cousin le capitaine Joseph Medill Paterson jusqu'en 1926. Il est un chef de file progressif au cours de l'ère progressive ; il s'oppose au « New Deal ».
En 1904, un leader républicain le convainc de travailler au sein du gouvernement de la ville de Chicago et de se présenter comme conseiller ; il est élu au conseil municipal de Chicago pour deux ans. En 1905, à l'âge de 25 ans, il est élu pour un mandat de cinq ans à titre de président du conseil d'administration du district sanitaire de Chicago, vaste réseau de drainage et d'élimination des eaux usées de la ville de Chicago. En 1907, il est nommé à la commission des chartes et des plans de Chicago. Sa carrière politique s'arrêtera quand il prendra la présidence du Chicago Tribune.
McCormick va en Europe comme correspondant de guerre pour le Chicago Tribune en 1915. Il a entre autres des entrevues avec le tsar Nicolas II et le Premier Lord de Winston Churchill. Il parcourt également les fronts de l'Est et de l'Ouest. Dans ses voyages McCormick recueille des morceaux de bâtiments historiques qu'il mettra en valeur dans la tour de la Tribune.
De retour aux États-Unis en 1915, il rejoint la garde nationale de l'Illinois. Il devient un élément important pour le premier régiment de cavalerie. Deux jours plus tôt le président Woodrow Wilson avait dépêché la garde nationale de l'Illinois et celles de plusieurs autres États à la frontière du Mexique ; McCormick est du voyage.
McCormick se marie deux fois, tout d'abord en 1915 avec Amy Iwin Adams qui mourut en 1939. En 1944 il épousa Mme Maryland Matison Hooper. Ils n'eurent aucun enfant.
Peu de temps après l'entrée en guerre des États-Unis, le 13 juin 1917, McCormick redevient militaire actif au sein de l'armée des États-Unis lorsque la garde nationale est mobilisée pour combattre en Europe. Il est envoyé en France comme officier de renseignement sous le commandement du général Pershing. Voulant faire partie du personnel plus actif, il est affecté à une école d'artillerie. Il est nommé lieutenant-colonel le 17 juin 1918. Le 5 septembre il est nommé colonel d'un régiment d'artillerie de campagne. Il participa à la prise de Cantigny. Son service prend fin le 31 décembre 1918. Il fait partie du corps des officiers du 8 octobre 1919 au 30 septembre 1929. Cité pour ses actions aux combats, il reçoit la Médaille de distinction. Par la suite, on le surnomma « Le Colonel McCormick » partout où il allait.
En tant qu'éditeur du Tribune, McCormick participe à un certain nombre de litiges concernant la liberté de presse qui ont été traités par l'avocat de longue date de McCormick, Weymout Kirkland. Le plus célèbre de ces cas est Near v. Minnesota, 283 US 697 (1931), un cas défendu par McCormick dans son rôle de président du comité de l'Association des éditeurs de journaux américains sur la liberté d'expression.
Conservateur républicain, McCormick est un adversaire du président Franklin D. Roosevelt au sujet du « New Deal ». En 1935 il veut protester contre le pouvoir juridique de l'État du Rhode Island en affichant un drapeau de 47 étoiles à l'extérieur du Tribune avec la treizième étoile enlevée (celle qui représente le Rhode Island). Il se ravise quand on l'informe que l'altération du drapeau américain est illégale. Il fait partie des Américains isolationnistes qui s'opposent fermement à l'entrée en guerre du pays pour sauver l'empire britannique. En tant qu'éditeur, il est très innovateur ; il était propriétaire à 25 pour cent d'une station de radio de 50 000 watts qui été achetée en 1924. Elle portait les initiales de la Tribune WGN.
Il créa la ville de Baie-Comeau au Québec en 1936 et y construisit une usine à papier et une centrale hydroélectrique. En 1953, McCormick eut une pneumonie qui affecta sa santé. Il demeura tout même actif dans son travail jusqu'à un mois avant sa mort. Il fut inhumé dans son uniforme militaire.
À la suite du décès du colonel McCormick le 1er avril 1955, un monument est érigé en son honneur. Celui-ci est dévoilé par sa femme le 29 juillet 1956.

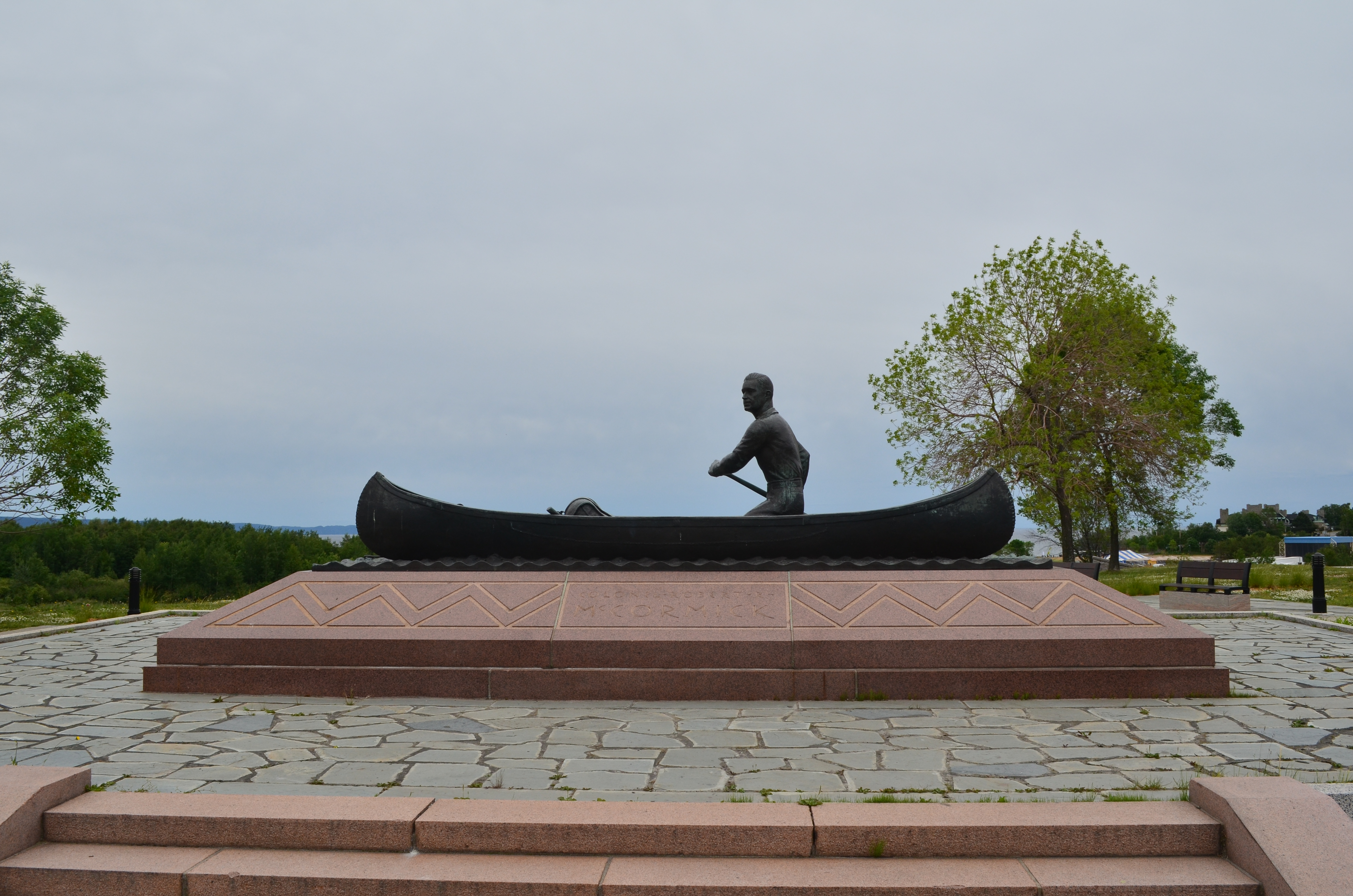
La statue à l'effigie du colonel McCormick à Baie-Comeau.

## Source de la traduction
- (en) Cet article est partiellement ou en totalité issu de l’article de Wikipédia en anglais intitulé « Robert R. McCormick » (voir la liste des auteurs).